# Venture
Pour les articles homonymes, voir Venture (homonymie).
Venture est un jeu vidéo d'arcade développé par Exidy sorti en 1981. Il a été adapté sur ColecoVision, puis Atari 2600 et Intellivision.

## Système de jeu
Le but de Venture est de récupérer le trésor d'un donjon aux formes rectangulaires. Le héros, nommé Winky, est représenté par un cercle rouge souriant avec un arc et une flèche. Il explore les salles pour s'emparer des marchandises tout en évitant des ennemis tels que des serpents, des squelettes ou des trolls. Certaines salles contiennent des pièges qui apparaissent dès que le joueur a dérobé le butin. Chaque monstre possède un type de déplacement propre et une capacité d'esquive avec un certain degré d'intelligence. Leur cadavre est toxique et tue le joueur qui viendrait à les toucher.